# Industriae tuae

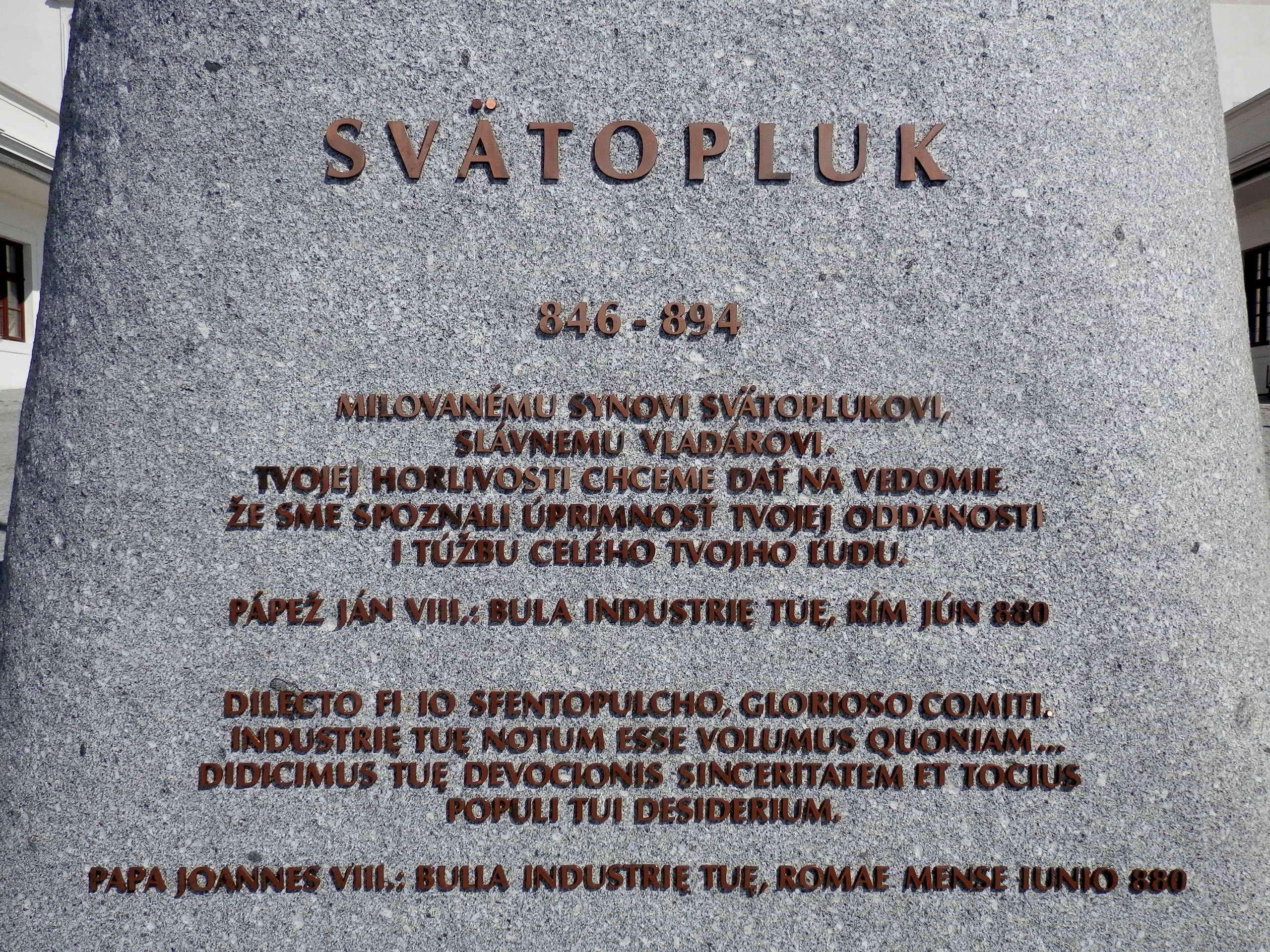
Der Anfang von Industriae tuae in Latein und in Slowakisch auf dem Granitsockel des Denkmals von Svatopluk auf der Burg Bratislava

Industriae tuae (Deinem Eifer) sind die Anfangsworte der Bulle, die Papst Johannes VIII. im Juni des Jahres 880 erlassen hat.

## Inhalt
Johannes VIII. benachrichtigt den Fürsten von Großmähren, Svatopluk I., über die Ergebnisse der römischen Synode, zu der der mährische Erzbischof Method auf Grund von Beschwerden der lateinischen Priester Wiching und Johann von Venedig vorgeladen wurde. Method sollte erklären, was er bekennt und was er und seine Schüler lehren. Johannes VIII. bestätigt die Entscheidung seines Vorgängers Hadrian II., der in der Bulle Gloria in Excelsis Deo die slawische Liturgie genehmigte und Method als Erzbischof der neu gegründeten Pannonisch-Mährischen Diözese einsetzte.

## Bedeutung
Der Erlass der Bulle war ein großer außenpolitischer Erfolg von Svatopluk I. Es ist ein bedeutendes Dokument dieser Zeit. Mit seiner Anrede „Dem geliebten Sohn Svatopluk, dem gerühmten Herrscher“' hebt der Papst Svatopluk in eine Reihe mit den anderen christlichen Herrschern im damaligen Europa.

## Textüberlieferung
Ein Original der Bulle ist nicht erhalten. Der Text ist im Register Johanns VIII. überliefert (Band 1 der Vatikanregister im Vatikanischen Archiv), das allerdings nicht das Original, sondern eine in Montecassino um 1070 angelegte Kopie nach einer Vorlage aus der Zeit Johanns ist.
In diesem Schreiben
- erklärt der Papst Großmähren zum Lehen des Heiligen Stuhls, er stellt also dieses Reich kirchenrechtlich auf die gleiche Stufe mit dem Ostfränkischen Reich
- bestätigt der Papst Method in seinen Aufgaben und seiner Funktion
- bestätigt der Papst, dass er Wiching als Bischof der Kirche in Nitra geweiht hat
- gebietet der Papst, dass aller Klerus, der sich Method widersetzt, aus Mähren vertrieben wird
- genehmigt der Papst den Gebrauch der von Konstantin geschaffenen slawischen Schrift (Glagoliza), und gebietet, die Liturgie in der slawischen Sprache zu halten, mit der Ausnahme, dass das Evangelium zuerst in Latein gelesen werden soll. Er sagt ausdrücklich, dass Gott nicht nur in drei Sprachen (d. h. Latein, Griechisch und Hebräisch), sondern in allen Sprachen zu loben ist. Diese Bestimmung wurde später aufgehoben.[3]
- genehmigt der Papst, dass die Gottesdienste für Svatopluk und seinen Hof in Latein gehalten werden, so wie Svatopluk es bevorzugt